# Wikariat południowy
Wikariat południowy – jedna z trzech jednostek administracyjnych Greckiej Metropolii Francji. Jej obecnym zwierzchnikiem jest archimandryta Joachim (Tsopanoglou). 

## Parafie
- Parafia Zaśnięcia Matki Bożej w Marsylii
- Parafia Zwiastowania w Marsylii
- Parafia św. Ireneusza w Marsylii
- Parafia św. Spirydona w Nicei
- Parafia Trójcy Świętej w Tulonie
- Parafia św. Katarzyny w Port-de-Bouc
- Parafia św. Dymitra w Port-Saint-Louis-du-Rhône
- Parafia Zaśnięcia Matki Bożej w Salin-de-Giraud
- Parafia Świętych Kosmy i Damiana w Awinionie
- Parafia św. Filoteusza w Montpellier
- Parafia św. Antoniego Wielkiego w Nîmes
- Parafia Świętych Piotra i Pawła w Perpignan